# Liste der Monuments historiques in Hammeville
Die Liste der Monuments historiques in Hammeville führt die Monuments historiques in der französischen Gemeinde Hammeville auf.

## Liste der Objekte
| Bezeichnung              | Beschreibung                   | Standort                         | Kennzeichnung | Schutzstatus | Datum | Bild |
| ------------------------ | ------------------------------ | -------------------------------- | ------------- | ------------ | ----- | ---- |
| Skulptur Heilige Libaria | Stein, farbig gefasst, um 1530 | in der Kirche Ste-Libaire (Lage) | PM54000293    | Classé       | 1979  |      |